# Sangin
Sangin är en distriktshuvudort i Afghanistan. Den ligger i distriktet Sangin och provinsen Helmand, i den centrala delen av landet, 500 kilometer sydväst om huvudstaden Kabul. Sangin ligger 885 meter över havet och antalet invånare är 13 579.